# Hobbico
Hobbico, Inc. (Hobby Corporation of America) è un'azienda di modellismo dinamico e statico statunitense.
La divisione Tower Hobbies è il più grande venditore internet di modellismo e giocattoli del mondo, con circa 850 dipendenti.

## Storia
Viene fondata nel 1971 la Tower Hobbies da Bruce Holecek. Nel 1982 la Great Planes Model Distributors viene fondata da Don Anderson. Hobbico nasce nel 1985 con la fusione delle due in Hobbico, Inc.
Nel 2005 l'azienda diviene al 100% dei dipendenti (ESOP-Employee Stock Ownership Plan).
Nel maggio 2007 Hobbico acquista Revell-Monogram. Nel gennaio 2010 Hobbico acquisisce la Estes Industries specializzata nel razzimodellismo. Nello stesso anno diventa distributrice esclusiva per il nord America del marchio Thunder Tiger.

## Prodotti
Sono circa 300 i marchi distribuiti: Revell, Monogram, Top Flite, Great Planes, AquaCraft Models, FlightPower, Heli-Max, SuperTigre, O'Donnell, DuraTrax, RealFlight, MonoKote, Carl Goldberg Products, ElectriFly, Coverite, Dynaflite, Fuji-Imvac, FlyZone, Team Checkpoint, MuchMore Racing, VS Tank, Estes Industries e altri.
È distributore esclusivo per le americhe di Futaba, O.S. Engines, Thunder Tiger.